# 시광
시광(始光, 424년 1월 ~ 428년 2월)은 북위(北魏) 태무제(太武帝) 탁발도(拓跋燾)의 첫번째 연호이다. 4년 1개월 동안 사용하였다.

## 개원
- 태상(泰常) 9년(424년) 1월에 연호를 시광(始光)으로 개원함.[1][2][3]

- 시광(始光) 5년(428년) 2월에 연호를 신가(神䴥)로 개원함.[1][2][4]

## 연대 대조표
| 시광        | 원년                           | 2년                 | 3년        | 4년        | 5년        |
| 서기        | 424년                          | 425년               | 426년      | 427년      | 428년      |
| 간지        | 갑자(甲子)                     | 을축(乙丑)          | 병인(丙寅) | 정묘(丁卯) | 무진(戊辰) |
| 유송 (劉宋) | 경평(景平) 2년 원가(元嘉) 원년 | 2년                 | 3년        | 4년        | 5년        |
| 서진 (西秦) | 건홍(建弘) 5년                 | 6년                 | 7년        | 8년        | 9년        |
| 북량 (北凉) | 현시(玄始) 13년                | 14년                | 15년       | 16년       | 17년       |
| 북하 (北夏) | 진흥(眞興) 6년                 | 7년 승광(承光) 원년 | 2년        | 3년        | 4년        |
| 북연 (北燕) | 태평(太平) 16년                | 17년                | 18년       | 19년       | 20년       |

## 동시대 연호

### 중국
유송(劉宋)
- 경평(景平) (423년 ~ 424년)
- 원가(元嘉) (424년 ~ 453년)

서진(西秦)
- 건홍(建弘) (420년 ~ 428년)

북량(北凉)
- 현시(玄始) (412년 ~ 428년)

북하(北夏)
- 진흥(眞興) (419년 ~ 425년)
- 승광(承光) (425년 ~ 428년)

북연(北燕)
- 태평(太平) (409년 ~ 430년)

## 같이 보기
- 중국의 연호 목록